# Tatiana Belinky
Tatiana Belinky (Petrogrado, 18 de março de 1919 – São Paulo, 15 de junho de 2013) foi uma escritora infanto-juvenil contemporânea. É autora, tradutora e adaptadora de mais de 250 livros voltados para este público. Nascida na Rússia, chegou ao Brasil com dez anos de idade. Recebeu a cidadania brasileira e foi radicada em São Paulo há mais de oitenta anos.

## Biografia
Tatiana Belinky nasceu em Petrogrado, atual São Petersburgo, na Rússia, no dia 18 de março de 1919. Seus avós eram madeireiros, exportavam pinho-de-riga, madeira vendida para o mundo inteiro. Quando tinha pouco mais de um ano, os pais, "filhos de gente abastada", segundo a própria autora diria décadas mais tarde, voltaram para Riga, capital da Letônia, terra natal da família. Tatiana Belinky conta:
"Nasci em 1919 na Rússia, meus pais eram da Letônia. Minha mãe era feminista e comunista. Aliás, ela pensava que era comunista. Todo mundo queria que ninguém fosse pobre... Ela era cirurgiã-dentista e trabalhava na Rússia na época da Revolução de 1917. O clima estava ruim em São Petersburgo, e fomos para a Letônia. Meu pai ainda estava estudando psicologia. Fiquei até os 10 anos lá."
Em setembro de 1929, em parte devido às dificuldades socioeconômicas da crise de 1929, ela, então com 10 anos (a irmã mais velha), seus dois irmãos e os pais radicaram-se no Brasil, fixando residência na cidade de São Paulo. Nessa época, já era fluente em russo, alemão e letão. A viagem foi de navio, e se estabeleceram em uma pensão. Dois meses depois, sua mãe conseguiu um consultório no Largo do Arouche, enquanto o pai, poliglota, representava grandes firmas de celulose no Canadá, Estados Unidos, Suécia, mas morreu aos 45 anos num acidente de avião, o que causou dificuldades econômicas para a família.
No início, Tatiana Belinky estudou numa escola alemã na Praça Roosevelt, mas, segundo ela mesma relata, o clima do nazismo da Segunda Guerra Mundial fez com que a garota fosse transferida para uma escola americana no bairro de Higienópolis, passando a infância no Mackenzie.
Aos dezoito anos, após concluir um curso pela faculdade Mackenzie, Tatiana Belinky começou a trabalhar como secretária-correspondente bilíngue, nos idiomas português e inglês. Aos vinte ingressou no curso de Filosofia da Faculdade São Bento, mas abandonou em seguida, quando se casou com o médico e educador Júlio Gouveia, em 1940. O casal teve dois filhos.
Em 1948, começou a trabalhar em adaptações, traduções e criações de peças infantis para a prefeitura de São Paulo em parceria com o marido. Em 1952 encenaram "Os Três Ursos" a pedido da TV Tupi, que alcançou grande sucesso. O êxito deste trabalho foi definitivo para a carreira da escritora iniciante: o casal é convidado a ter um programa fixo.
Dentro da casa, Tatiana e Júlio fizeram a primeira adaptação de o Sítio do Picapau Amarelo, de Monteiro Lobato. O trabalho do casal na Tupi seguiria até 1966. Nesse período, Tatiana Belinky recebeu seus primeiros prêmios como escritora, além de se tornar presidente da CET.
Em 1972 passou a trabalhar na TV Cultura e em grandes jornais do estado de São Paulo, como a Folha de S.Paulo e o Jornal da Tarde, escrevendo artigos, crônicas e crítica.
Finalmente, em 1985, despontou como escritora de livros, colaborando em uma série infanto-juvenil. Em 1987, publicou o primeiro livro, Limeriques, pela editora FTD, baseado nos limericks irlandeses. A partir dessa publicação, Tatiana passou a trabalhar fervorosamente em novas criações, chegando a escrever mais de cem obras. Suas publicações são acompanhadas por vários prêmios literários, entre eles o célebre Prêmio Jabuti, recebido em 1989.
De sua vasta obra, destacam-se Coral dos Bichos, Limeriques, O Grande Rabanete, Diversos russos, Limerique das Coisas Boas, entre outros. No final da vida, publicava livros de crônicas e memórias.
Em 25 de outubro de 2010, foi agraciada com a comenda da Ordem do Ipiranga pelo Governo do Estado de São Paulo.
Belinky morreu aos 94 anos, após 11 dias de internação no Hospital Alvorada, em São Paulo.

## Filmografia

### Telenovelas
| Ano  | Título                         | Cargo            | Emissora     |
| ---- | ------------------------------ | ---------------- | ------------ |
| 1953 | Aladim e a Lâmpada Maravilhosa | Autora principal | Rede Tupi    |
| 1956 | Heidi                          | Autora principal | Rede Tupi    |
| 1956 | Pollyana                       | Autora principal | Rede Tupi    |
| 1957 | Pollyana Moça                  | Autora principal | Rede Tupi    |
| 1958 | Aventuras de Tom Sawyer        | Autora principal | Rede Tupi    |
| 1958 | Os Dez Mandamentos             | Autora principal | Rede Tupi    |
| 1959 | José do Egito                  | Autora principal | Rede Tupi    |
| 1959 | Angélika                       | Autora principal | Rede Tupi    |
| 1959 | A Moreninha                    | Autora principal | Rede Tupi    |
| 1967 | O Jardineiro Espanhol          | Autora principal | Rede Tupi    |
| 1963 | Sozinho no Mundo               | Autora principal | TV Excelsior |
| 1967 | O Pequeno Lord                 | Autora principal | Rede Tupi    |

### Séries
| Ano       | Título                   | Cargo            | Emissora   |
| --------- | ------------------------ | ---------------- | ---------- |
| 1952      | Os Três Ursos            | Autora principal | Rede Tupi  |
| 1952–1957 | Fábulas Animadas         | Autora principal | Rede Tupi  |
| 1952–1963 | Sítio do Picapau Amarelo | Autora principal | Rede Tupi  |
| 1967–1969 | Sítio do Picapau Amarelo | Autora principal | Band       |
| 1991–1992 | Mundo da Lua             | Roteirista       | TV Cultura |